# Écrammeville
Écrammeville é uma ex-comuna francesa na região administrativa da Normandia, no departamento de Calvados. Estendeu-se por uma área de 6,96 km². Em 2010 a comuna tinha 199 habitantes (densidade: 28,6 hab./km²).
Em 1 de janeiro de 2017 foi fundida com as comunas de Formigny, Aignerville e Louvières para a criação da nova comuna de Formigny La Bataille.